# Порденоне (провінція)
Провінція Порденоне (італ. Provincia di Pordenone) — провінція в Італії, у регіоні Фріулі-Венеція-Джулія. 
Площа провінції — 2 178 км², населення — 316 585 осіб.
Столицею провінції є місто Порденоне.

## Географія
Межує на півночі і сході з провінцією Удіне, на заході і на півдні з регіоном Венето (провінцією Беллуно, провінцією Тревізо, провінцією Венеція).